# 550 هـ
550 هـ هي سنة في التقويم الهجري امتدت مقابلةً في التقويم الميلادي بين سنتي 1155 و1156.

## مواليد
- ابن سناء الملك
- ابن خمير السبتي

## وفيات
- أبو الكرم الشهرزوري
- نزهون